# 东州教养所
东州教养所（英語：Eastern State Penitentiary），是美国的一所监狱，位于宾夕法尼亚州的费城，现已停用。监狱建于1829年，建筑风格为哥特式城堡。监狱刚刚建成时，曾是规模最大、造价最高的公共建筑，并成为世界上三百余所监狱的样板。1966年10月15日，东州监狱获选进入美国国家史迹名录。1971年，监狱关闭。1994年，監獄整修後重新開放為觀光景點。

## 历史

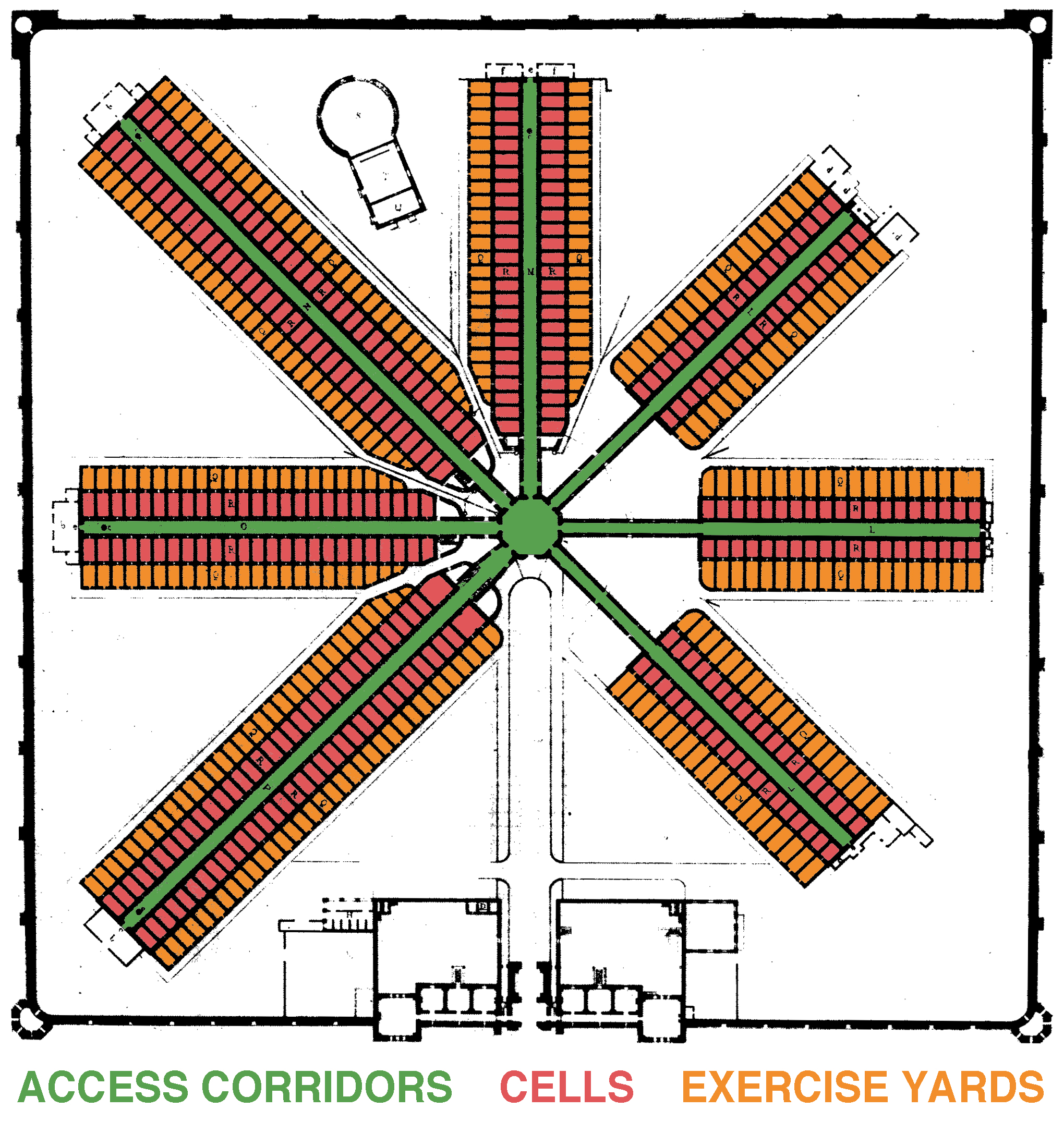
平面解释图

由约翰·哈维兰（John Haviland）设计并于 1829 年 10 月 25 日开业的东州教养所被认为是世界上第一个真正的现代监狱。 东州革命性的监禁制度，被称为“宾夕法尼亚制度”或单独监禁制度，这一制度鼓励将单独监禁作为一种罪犯矫正形式。 根据法律规定，监狱长必须每天探视每个囚犯，监督员被要求每天见每个囚犯 3 次。 宾夕法尼亚系统同时遭到奥本系统（也称为纽约系统）的反对，该系统认为囚犯应该被迫一起沉默地工作，并可能受到体罚（Sing Sing 监狱就是奥本系统的一个典型案例）。尽管奥本系统在美国更受到青睐，东州教养所的监狱建筑设计平面图和单独监禁系统是全球 300 多所监狱的典范。评论家和活动家约翰·尼尔在 1841 年表达了对这一监狱的国际声誉的厌恶：“一个国家在五十或六十年前摆脱了所有的羁绊和束缚——在她走向自由的过程中推翻了监狱、宫殿和王权，现在却因为她的监狱、手铐和奴役徽章而享有盛誉并使其遍及整个地球。”
最初囚犯被关在牢房里时，只能通过连接在监狱后面的小操场进入；只有一个小传送门通向牢房，它大到足以传递食物。这种设计被证明是不切实际的，在建造过程中，建造的牢房允许囚犯通过金属门进出牢房，金属门被沉重的木板覆盖以减少噪音。大厅被设计成有教堂的感觉。有些人认为，门很小，所以囚犯很难出去，最大限度地减少对警卫的攻击。另有其他人解释说，小门迫使囚犯在进入牢房时鞠躬，这种设计与忏悔有关，并与监狱的宗教灵感有关。 牢房由混凝土制成，带有一个玻璃天窗，代表“上帝之眼”，向囚犯暗示上帝一直在注视着他们。

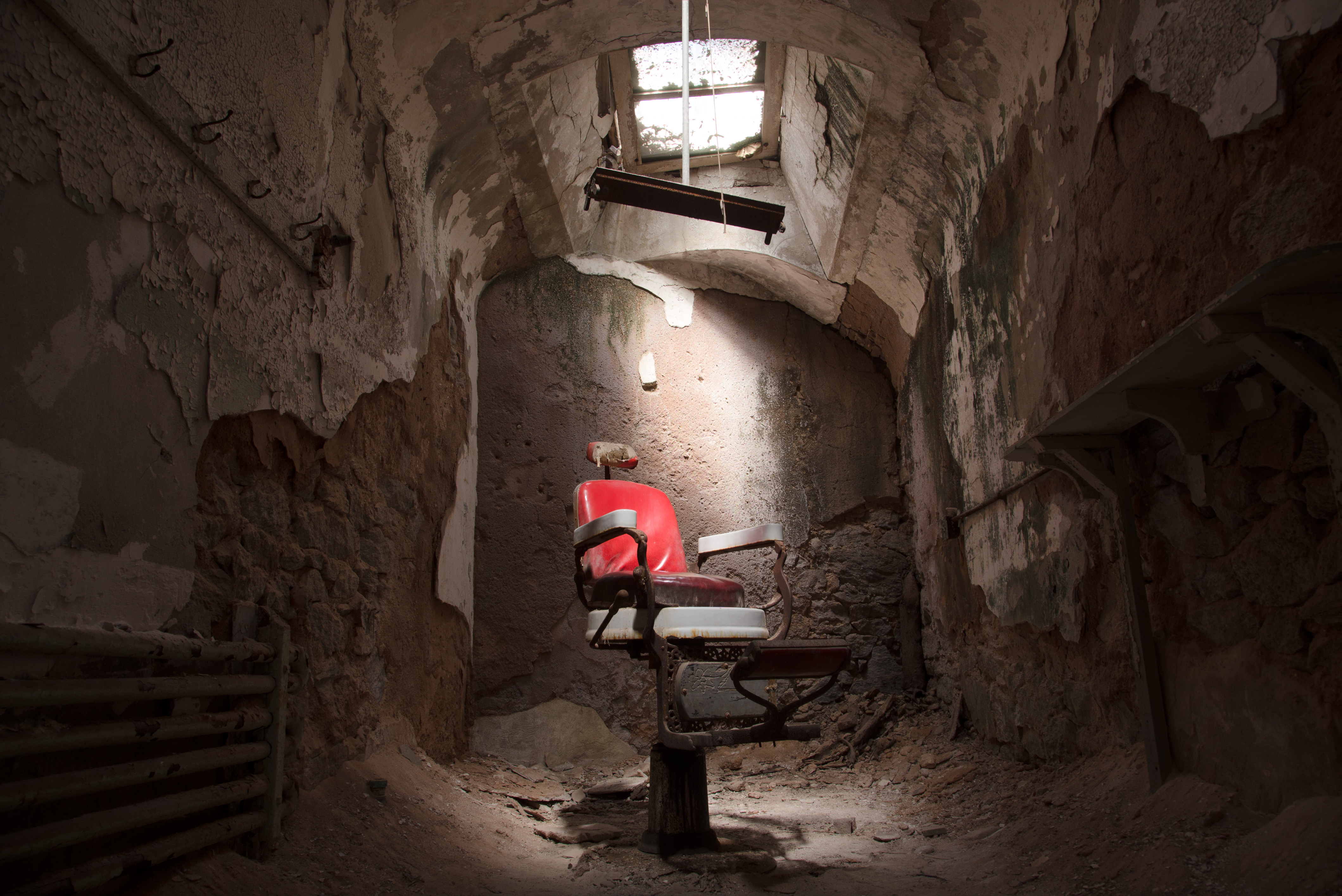
监狱的理发店

牢房的住宿设施在他们的时代得到了改进，包括一个在抽水马桶上装有自来水的水龙头，以及沿着一堵墙的一部分的弯曲管道，在冬天的几个月里用作中央供暖，热水将通过管道流过管道以保持牢房合理加热。牢房的看守每周两次远程冲洗厕所。这座建筑的最初设计是七个单层牢房建筑，但当第三座牢房建成时，监狱已经满员了。 所以随后所有的牢房都改成两层楼的设计。最后由于监狱过度拥挤，14号和15号牢房仓促建成。它们是由囚犯建造和设计的。15 号牢房是关押表现最差的囚犯的，看守完全被关在那里。

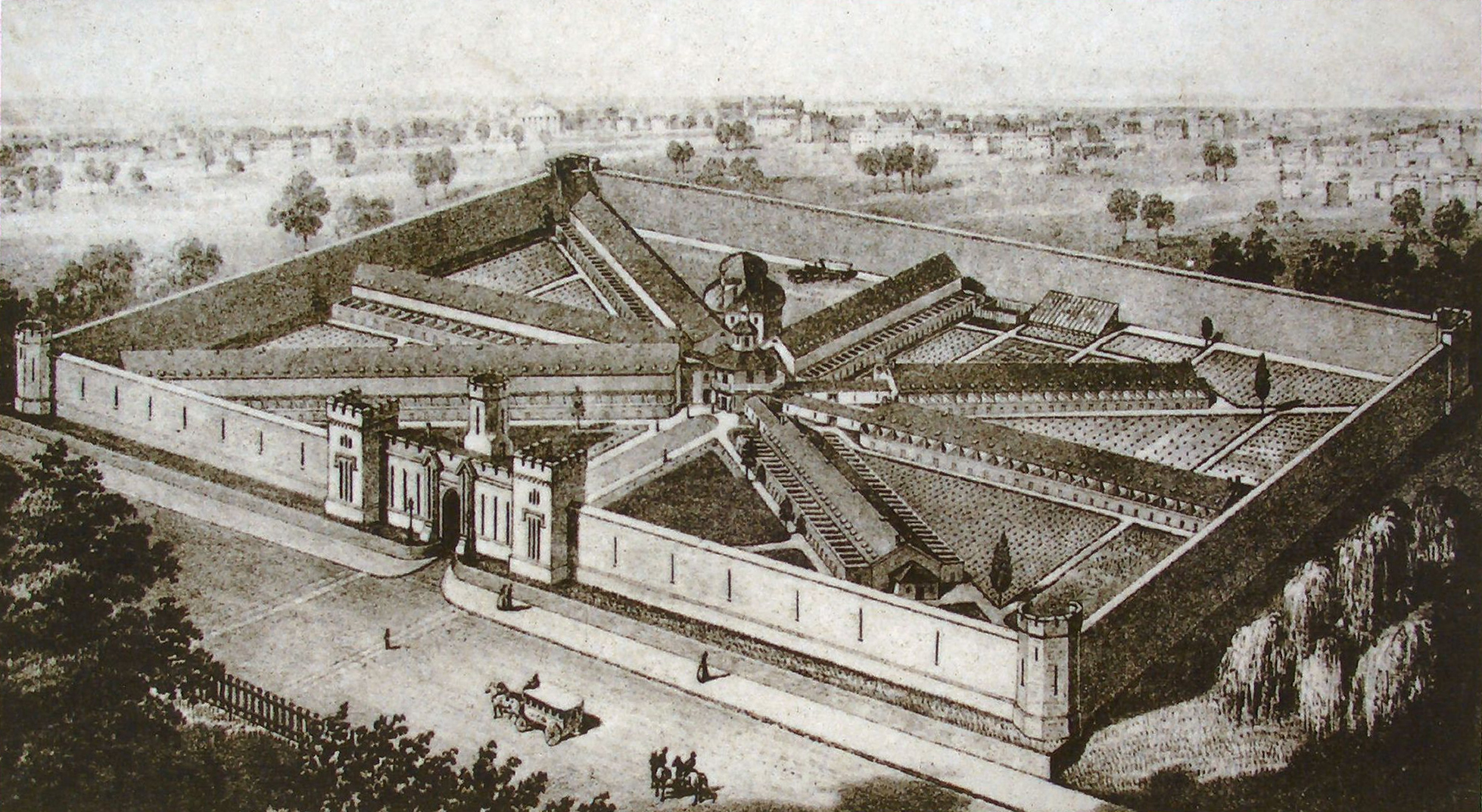
俯瞰图

1924 年，宾夕法尼亚州州长吉福德·平肖（Gifford Pinchot）据称在东州判处 “谋杀猫的狗”佩普（一只狗）无期徒刑。 据称，佩普杀死了州长妻子珍爱的猫。监狱记录显示，佩普被分配了一个囚犯编号（编号 C2559），从它的照片中可以看出。然而，佩普被监禁的原因仍然是有争议的话题。 一篇当代报纸文章报道说，州长将自己的狗捐赠给监狱，以提高囚犯的士气。

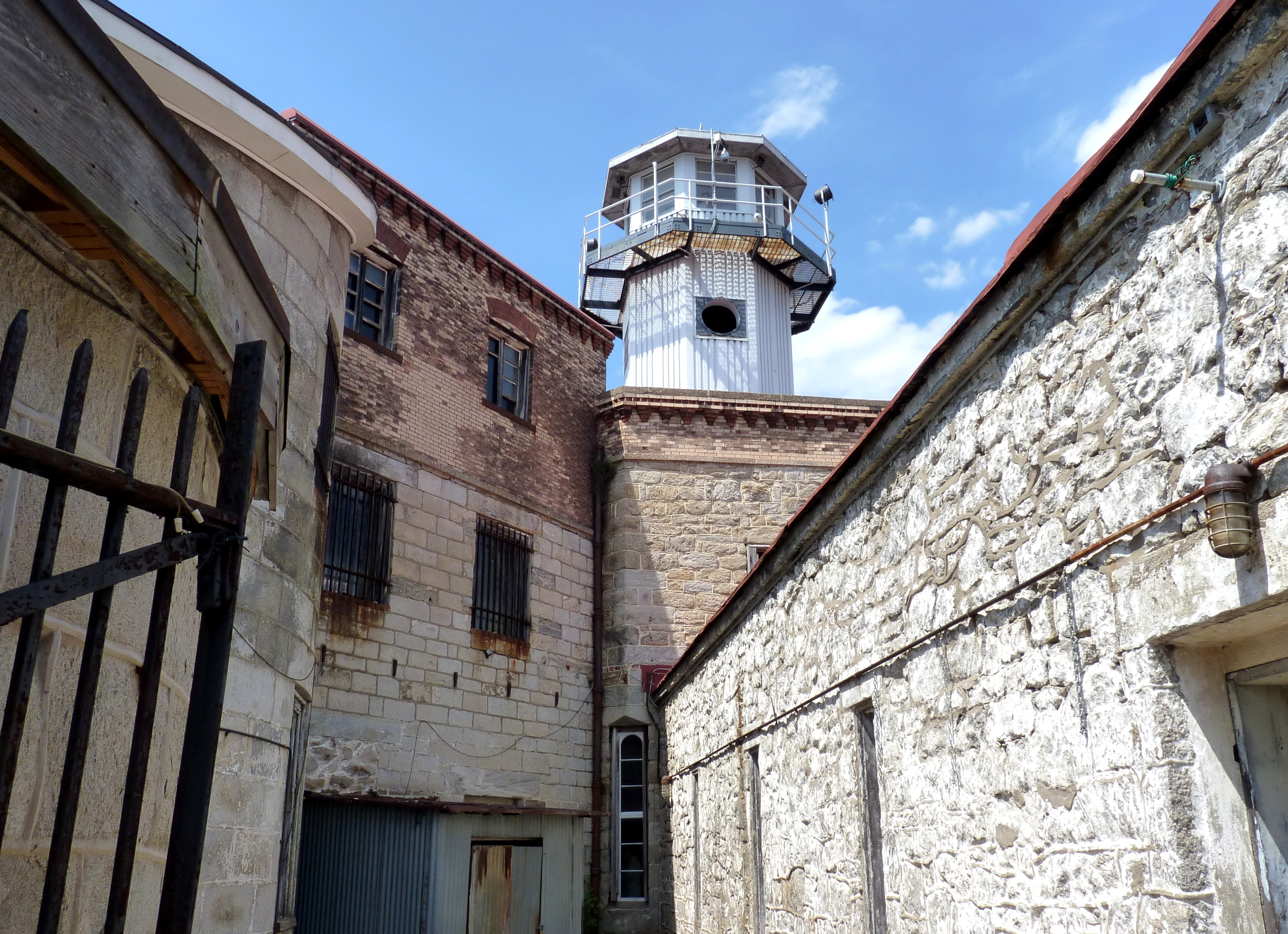
中立之瞭望塔

20世纪20-30年代美国实施的禁酒令导致酒类犯罪活动激增，包括走私酒类和私自造酒的活动催生了一大批黑帮，其中芝加哥著名的黑帮头目阿尔·卡彭在被逮捕并受到审判后被关押在此。
1945年4月3日，12名囚犯（包括臭名昭著的威利·萨顿）进行了一次重大越狱行动，他们在一年的时间里设法在监狱墙下挖掘了一条未被发现的97英尺（30 米）隧道。 在1930年代的翻修期间，又发现了 30 条未完成的囚犯挖的隧道。
1965年，东州教养所入选美国国家史迹名录，此后由于监狱设施老化，以及民权团体对囚犯居住的恶劣环境的抗议，加上监狱太靠近居民区，东州教养所被认为”翻修的开销大于其能够提供的价值”而被关闭。此后监狱一直处于荒废的状态，直到80年代，费城市政府决定将其打造成一个博物馆。1991年，经过翻修后的东州教养所作为监狱博物馆开放。